# Gonomyia (Leiponeura) usherae
Gonomyia (Leiponeura) usherae is een tweevleugelige uit de familie steltmuggen (Limoniidae). De soort komt voor in het Afrotropisch gebied.